# Jehan Régnier
Pour les articles homonymes, voir Régnier.
Jehan Regnier ou plus simplement Régnier (né vers 1393 à Auxerre et mort vers 1468) est un poète français de la fin du Moyen Âge.

## Biographie
Jehan Regnier nait à Auxerre vers 1393 d'une famille bourgeoise dont les membres avaient des fonctions importantes (orfèvres, échevins, officier du bailliage...). Il est le fils de Pierre Régnier, écuyer, prévôt de la ville et échevin et de Marguerite Vivienne.
Son éducation est soignée, il étudie notamment l'histoire grecque et romaine et connaît des poèmes et des romans français. Il a vraisemblablement des rudiments de peinture et joue de la musique. Jehan Régnier voyage beaucoup et visite de nombreuses contrées telles l'Italie, la Dalmatie, la Grèce, la Roumanie, l'Arménie ou encore la Syrie, l'Égypte et la Palestine.
Le bailli d'Auxerre
Il est d'abord écuyer et échanson du duc de Bourgogne Philippe le Bon dont il épouse le parti lors des luttes entre Armagnacs et Bourguignons. Il assiste sans doute à la bataille de Cravant. En 1424, Philippe le Bon prend possession de l'Auxerrois et il fait Jehan Régnier, bailli d'Auxerre.
En février 1431, il est député par les habitants d'Auxerre pour une importante mission. En avril de la même année, accompagné de seigneurs tels Gui de Bar ou le sire de Chastellux et de 800 hommes d'armes, il escorte un convoi de vives destiné à ravitailler Auxerre. 
Les « adversités » du poète
En avril 1432, il est dépêché par le duc de Bourgogne pour porter des lettres dont la teneur nous est inconnue. Alors qu'il chevauchait sur les frontières de Picardie, il fut attaqué avec ses écuyers et son valet, par des coureurs de la garnison française du fort de l'Assault près de Bailleul-sur-Thérain, occupé alors par Rigault de Fontaine, capitaine de Charles VII et compagnon de Jeanne d'Arc. Il fut d'abord emmené dans un "ermitage" qui devait être l'abbaye de Froidmont où il passa la nuit puis emmené à Beauvais. Là, il fut enfermé dans la tour Beauvisage, une des deux grosses tours du palais épiscopal. Les routiers ne pouvant espérer une rançon rapide et souhaitant repartir vers d'autres aventures, le vendirent à un bourgeois de Beauvais appelé maître Pierre Dupuis. Celui-ci réclama à la famille 10 000 saluts d'or pour la libération de Jehan. Le valet du bailli, Christophe Guillier, fut autorisé à aller à Auxerre solliciter des secours auprès de la famille et des amis de Jehan Régnier.
Pour calmer l'ennui de sa captivité il apprivoise des oiseaux, fait des chapeaux de fleurs, de la peinture et même de la broderie. Surtout, bien que novice dans l'art de faire des vers, il tient à laisser une trace écrite de ses péripéties.
Le prisonnier poète
C'est donc en prison, à Beauvais, qu'il rédige ses poésies réunies sous le nom de Fortunes et adversités. Il s'agit du récit de ses malheurs. Il y rédige notamment son testament, le jour de l'an :
Bien doulcement si s'umilie,
Et luy vient de grant courtoysie
Quant a joye si me radresse,
Qui suis prisonnier en tristesse.
N'esse bien raison que je dye :
Bon jour, bon an?
Le style est lourd dans les premières ballades mais s'affine au fur et à mesure. À Beauvais, le bruit se répand bientôt qu'un prisonnier rédige des vers et il doit alors écrire, avec un grand plaisir, pour une multitude de personnes. 

Son arrestation est enfin connue de Charles VII, alors en Touraine, qui ordonne son exécution. Mais le poète s'étant attiré les sympathies de la ville et également des chevaliers qui se trouvaient à Beauvais. La Hire, Poton de Xaintrailles ou Rigault de Fontaine s'opposent à cet ordre. 
Régnier est finalement libéré contre l'arrestation de sa femme et de son fils qui sont retenus en otages à sa place.

## Ses œuvres
Jehan Regnier a laissé six poèmes tirés principalement de son recueil Fortunes et adversitez. 
- Les fortunes et adversitez
- Ballade de la vieillesse
- Bon jour, bon an et bonne vie
- Las, j'ay en mon temps trespassé
- Mon bel amy, je vous envoye
- La petite ballade, dont voici la première strophe :

Las, j'ay en mon temps trespassé
Maint dangier et maint adventure,
Mais je me tiens pour trespassé
Car ceste cy passe mesure.
Point ne convient que je m'excuse.
Car folement fis l'entreprise,
Parquoi convient que je l'endure,
Tant va le pot à l'eau qu'il brise.
Il semblerait que La Fontaine se soit inspiré de ce dernier vers pour créer le dicton : « Tant va la cruche à l’eau qu’à la fin elle se casse. »

### Bande dessinée
- Ibn Al Rabin (scénario et dessin), Des extraits de la vie de Jehan Régnier [1393 - 1469] (libre adaptation), éd. Atrabile, sept. 2017.